# Thalheim (Argovie)
Pour les articles homonymes, voir Thalheim.
Thalheim est une commune suisse du canton d'Argovie, située dans le district de Brugg.

Vue aérienne (1953).

## Monument
Le château de Schenkenberg, actuellement en ruine, se trouve sur le territoire de la commune. Il est inscrit comme bien culturel d'importance nationale.